# 森本真司
森本 真司（もりもと しんじ、1972年4月3日 - ）は、四国放送の男性アナウンサー。徳島県阿波市土成町出身。

## 略歴
鳴門教育大学英語科卒業。血液型はB型。
1995年（平成7年）4月1日に四国放送へ入社。一時期アナウンサー職を離れ、報道記者をしていたが、2010年（平成22年）4月より復帰した。
2019年（平成31年）4月より報道記者兼任。

### 人物
- 趣味は音楽鑑賞・映画鑑賞。
- 特技は料理。一夜漬け。
- 好きな物は甘いもの全般。
- 好きな食べ物はラーメン、カレー。
- 好きな言葉はしないでいられないことを、し続けなさい。

## 出演

### テレビ番組

#### 現在
- 徳島新聞ニュース（不定期）
- フォーカス徳島（月〜木曜日キャスター、2023年4月6日-）

#### 過去
- あさ630
- 撮りたい放題 JRTビデオ広場
- ゴジカル!（2013年9月30日 - 2019年3月28日） - メインMC
- フォーカス徳島（金曜日→水曜日、木曜日）（2019年4月5日 - 2021年3月25日） - メインキャスター
- 徳島ヴォルティス試合実況（スカパー!時代）
- ZIP!徳島（不定期）

### ラジオ番組

#### 過去
- パワフルトクシマどないしょん
- 午後はこれからはりきりワイド
- 森本真司のザ☆ラジオ
- えんやこらワイド（木・金曜日）
- バンリク（火曜日）
- ラジオ大福（月・火曜日）
- 徳島新聞ニュース（不定期）
- JRTラジオ夕刊（不定期）